# دیوید بروکس
دیوید بروکس (انگلیسی: David Brooks؛ زادهٔ ۱۱ اوت ۱۹۶۱) نویسنده، روزنامه‌نگار و مفسر سیاسی و فرهنگی اهل ایالات متحده آمریکا است. او خود را میانه‌رو می‌خواند، با این حال برخی با اشاره به همکاری منظم او با ساعت خبری پی‌بی‌اس و نیویورک تایمز او را محافظه‌کار یا محافظه‌کار میانه‌رو توصیف کرده‌اند.

## سوابق و زندگی شخصی
بروکس در ۱۱ اوت ۱۹۶۱ در تورنتو اونتاریو در کانادا زاده شد اما پدرش در واقع شهروند ایالات متحده بود که در آن زمان در کانادا اقامت داشت که پس از چند سال به همراه خانواده‌اش به آمریکا بازگشته و در نیویورک اقامت کردند. پدرش در دانشگاه نیویورک به تدریس ادبیات انگلیسی می‌پرداخت و مادرش در حال تحصیل در رشته تاریخ بریتانیا در دانشگاه کلمبیا بود.
در سال ۱۹۷۹، بروکس وارد دانشگاه شد و در سال ۱۹۸۳ در رشتهٔ تاریخ در دانشگاه شیکاگو دانش‌آموخته شد. رابرت بروکس یک یهودی است. در واقع او پیشتر زمانی که در دانشگاه شیکاگو در حال تحصیل بود، همسر سابقش، آن هیوز، را نیز به دین یهود گروانده بود و پس از آن همسرش نام سارا را برای خود برگزیده بود.

در سپتامبر سال ۲۰۱۴ بروکس در یک مصاحبه با روزنامه عبری زبان هاآرتص گفته بود که پسر ارشدش یکی از شاغلین نیروهای دفاعی اسراییل است.

## حرفه
دیوید بروکس روزنامه‌نگار است و یکی از مفسران سیاسی و فرهنگی روزنامه نیویورک تایمز و یکی از ویراستاران روزنامه واشینگتن تایمز است. همچنین او یکی از ویراستاران و خبرنگاران روزنامه وال استریت ژورنال نیز هست. او همچنین با روزنامه نیوزویک و مجلات The Weekly Standard و ماهنامه آتلانتیک و همچنین به عنوان مفسر در رادیوی ملی فعالیت می‌کند.

## جایزه سیدنی
در سال ۲۰۰۴، بروکس جایزه ادبی را بینان نهاد که هر ساله به برترین روزنامه‌نگار و مفسر سیاسی و فرهنگی سال اهدا می‌شد. این جایزه به افتخار سیدنی هوک (فیلسوف مکتب عمل‌گرایی) نامگذاری شد بود و به صورت اختصار به جایزه هوکی‌ها شهره شد. این جایزه در دسامبر هر سال اهدا می‌شود.